# Championnat des rallyes canadiens
Pour les articles homonymes, voir CRC.
Le Championnat des Rallyes Canadiens (CRC) est un tournoi de rallye automobile sanctionné par l’association canadienne de rallye connue sous l’appellation CARS (Canadian Association of Rallysport; Président en 2011: Tom McGeer).

## Historique
Le Championnat des Rallyes Canadiens est le seul championnat national du sport automobile canadien. 2007 marque le 50e anniversaire du Championnat des Rallyes Canadiens, faisant d'elle la plus longue série de sport automobile au Canada. En fait, ce championnat s'est déroulé sans interruption depuis 1957, alors que Leslie Chelminski et Les Stanley de Montréal ont partagé le premier titre national. À cette époque, le championnat était constitué de rallyes de navigation comprenant jusqu'à vingt rallyes annuellement. Le format des rallyes a changé graduellement pour adopter le format européen comprenant principalement des « étapes spéciales ». Ces rallyes « de performance » constituent maintenant une discipline du sport automobile canadien. Depuis 1973, le Championnat des Rallyes Canadiens est composé uniquement de rallyes de performance.

## Saison CRC 2025
Le CRC se compose de 8 épreuves nationales pour 2025. Ces événements se déroulent sur des routes en gravier ou enneigées d’un océan à l’autre.

### Calendrier des Événements 2025
| Manche | Date                    | Événement                              | Club  | Lieu         | Surface                 |
| ------ | ----------------------- | -------------------------------------- | ----- | ------------ | ----------------------- |
| 1      | 31 janvier – 1 février  | Rallye Perce-Neige de Maniwaki         | CASLL | Maniwaki     | Glace / Neige / Gravier |
| 2      | 29–31 mai               | Pacific Forest Rally                   | CSCC  | Merritt      | Gravier                 |
| 3      | 27–29 juin              | Rallye International Baie Des Chaleurs | CRAB  | New Richmond | Gravier                 |
| 4      | 5–7 septembre           | Rallye Défi Petite Nation              | CASDI | Montpellier  | Gravier / Asphalte      |
| 5      | 26–28 septembre         | Rallye des Rocheuses                   | WCRA  | Invermere    | Gravier                 |
| 6      | 31 octobre – 2 novembre | Rallye de Charlevoix                   | CASLL | La Malbaie   | Gravier / Asphalte      |
| 7      | 21–22 novembre          | Rallye Tall Pines                      | MLRC  | Bancroft     | Gravier                 |
| 8      | 7–9 décembre            | Rallye Big White Winter                | WCRA  | Kelowna      | Glace / Neige           |

### Classement des Pilotes 2025
| Position | Pilote                | Voiture | Points |
| -------- | --------------------- | ------- | ------ |
| 1.       | Ricardo Cordero       | Citroën | 45     |
| 2.       | Jean-Sébastien Besner | Ford    | 34     |
| 3.       | Simon Vincent         | Subaru  | 31     |
| 4.       | Mikael Arsenault      | Peugeot | 22     |
| 5.       | Calle Carlberg        | Peugeot | 22     |
| 6.       | Jason Bailey          | Ford    | 19     |
| 7.       | André Leblanc         | Ford    | 15     |
| 8.       | Boris Djordjevic      | Ford    | 12     |
| 8.       | Nicolas Laverdière    | Ford    | 12     |
| 8.       | Trevor Pougnet        | Subaru  | 12     |

### Classement des Copilotes 2025
| Position | Copilote         | Points |
| -------- | ---------------- | ------ |
| 1.       | Marco Hernandez  | 45     |
| 2.       | Hubert Gaudreau  | 31     |
| 3.       | Torbjorn Calberg | 22     |
| 3.       | Yvan Joyal       | 22     |
| 3.       | Layla Zigby      | 22     |
| 6.       | René Leblanc     | 15     |
| 7.       | Shayne Peterson  | 14     |
| 8.       | Nicolas Fouteret | 12     |
| 8.       | Philippe Poirier | 12     |
| 8.       | Ryan Rouleau     | 12     |

### Classement des Constructeurs 2025
| Position | Équipe     | Points |
| -------- | ---------- | ------ |
| 1.       | Ford       | 44     |
| 2.       | Citroën    | 39     |
| 3.       | Subaru     | 33     |
| 4.       | Peugeot    | 21     |
| 5.       | Mitsubishi | 10     |

## Champions
| Année | Pilote                | Copilote                       | Marque     |
| ----- | --------------------- | ------------------------------ | ---------- |
| 1957  | Leslie Chelminski     | Les Stanley                    | Volkswagen |
| 1958  | Leslie Chelminski     |                                |            |
| 1959  | Art Dempsey           | Bill A. Silvera                |            |
| 1960  | Art Dempsey           | Bill A. Silvera                |            |
| 1961  |                       | Bill A. Silvera                |            |
| 1962  | George A. Merson      | John C. Wilson                 |            |
| 1963  |                       | John Bird                      | Volkswagen |
| 1964  |                       | John Bird                      | Volkswagen |
| 1965  |                       | John Bird                      | Volkswagen |
| 1966  | Bruce Simpson         |                                | Volvo      |
| 1967  | Klaus Ross            | Paul S. Manson                 | Datsun     |
| 1968  | Keith Ronald          | John Slade                     | Volkswagen |
| 1969  | Bruce Schmidt         | Betty Schmidt / Paul S. Manson | Datsun     |
| 1970  | Walter Boyce          | Doug Woods                     | Datsun     |
| 1971  | Walter Boyce          | Doug Woods                     | Datsun     |
| 1972  | Walter Boyce          | Doug Woods                     | Datsun     |
| 1973  | Walter Boyce          | Doug Woods                     | Fiat       |
| 1974  | Walter Boyce          | Doug Woods                     | Toyota     |
| 1975  | Jean-Paul Perusse     | John Bellefleur                | Fiat       |
| 1976  | Jean-Paul Perusse     | John Bellefleur                | Fiat       |
| 1977  | Taisto Heinonen       | Tom Burgess                    | Toyota     |
| 1978  | Taisto Heinonen       | Tom Burgess                    | Toyota     |
| 1979  | Taisto Heinonen       | Tom Burgess                    | Toyota     |
| 1980  | Taisto Heinonen       | Tom Burgess                    | Toyota     |
| 1981  | Randy Black           | Bob Lee                        | Toyota     |
| 1982  | Taisto Heinonen       | Tom Burgess                    | Toyota     |
| 1983  | Randy Black           | Tom Burgess                    | Nissan     |
| 1984  | Tim Bendle            | Mary Crundwell                 | Toyota     |
| 1985  | Tim Bendle            | Louis Belanger                 | Toyota     |
| 1986  | Bo Skowronnek         | Terry Epp                      | Volvo      |
| 1987  | Alain Bergeron        | Martin Headland                | Toyota     |
| 1988  | Alain Bergeron        | Raymond Cadieux                | Toyota     |
| 1989  | Paul Choiniere        | Martin Headland                | Audi       |
| 1990  | Tom McGeer            | Trish Sparrow                  | Audi       |
| 1991  | Frank Sprongl         | Dan Sprongl                    | Audi       |
| 1992  | Tom McGeer            | Trish Sparrow                  | Audi       |
| 1993  | Tom McGeer            | Trish Sparrow                  | Subaru     |
| 1994  | Frank Sprongl         | Dan Sprongl                    | Audi       |
| 1995  | Frank Sprongl         | Mike Koch                      | Audi       |
| 1996  | Carl Merrill          | Yorgi Bittner                  | Eagle      |
| 1997  | Frank Sprongl         | Dan Sprongl                    | Audi       |
| 1998  | Frank Sprongl         | Dan Sprongl                    | Audi       |
| 1999  | Frank Sprongl         | Dan Sprongl                    | Audi       |
| 2000  | Tom McGeer            | Mark Williams                  | Subaru     |
| 2001  | Tom McGeer            | Mark Williams                  | Subaru     |
| 2002  | Patrick Richard       | Ian McCurdy                    | Subaru     |
| 2003  | Tom McGeer            | Philip Erickson                | Subaru     |
| 2004  | Patrick Richard       | Nathalie Richard               | Subaru     |
| 2005  | Peter Thomson         | Rod Hendrickson                | Subaru     |
| 2006  | Antoine L'Estage      | Ole Holter                     | Hyundai    |
| 2007  | Antoine L'Estage      | Nathalie Richard               | Hyundai    |
| 2008  | Patrick Richard       | Alan Ockwell                   | Subaru     |
| 2009  | Patrick Richard       | Alan Ockwell                   | Subaru     |
| 2010  | Antoine L'Estage      | Nathalie Richard               | Mitsubishi |
| 2011  | Antoine L'Estage      | Nathalie Richard               | Mitsubishi |
| 2012  | Antoine L'Estage      | Nathalie Richard               | Mitsubishi |
| 2013  | Antoine L'Estage      | Nathalie Richard               | Mitsubishi |
| 2014  | Antoine L'Estage      | Alan Ockwell                   | Mitsubishi |
| 2015  | Antoine L'Estage      | Alan Ockwell                   | Subaru     |
| 2016  | Antoine L'Estage      | Darren Garrod                  | Subaru     |
| 2017  | Antoine L'Estage      | Alan Ockwell                   | Subaru     |
| 2018  | Karel Carré           | Samuel Joyal                   | Subaru     |
| 2019  | Karel Carré           | Samuel Joyal                   | Subaru     |
| 2021  | André Leblanc         | René Leblanc                   | Subaru     |
| 2022  | Jérôme Mailloux       | Philippe Poirier               | Subaru     |
| 2023  | Jean-Sébastien Besner | Yvan Joyal                     | Ford       |
| 2024  | Jean-Sébastien Besner | Yvan Joyal                     | Ford       |

## Classement Historique - Rallye Performance Canadien
Le classement suivant est basé sur les positions dans les six premières places au classement général de tous les rallyes de performance du Championnat canadien de 1973 à 2024.  
Il y a 14 pilotes ayant obtenu le statut de Grand Maître (>2000 points).
| Pilote                | Points Totaux | Points CARS | Victoires |
| --------------------- | ------------- | ----------- | --------- |
| Antoine L'Estage      | 6930          | 1537        | 56        |
| Taisto Heinonen       | 5580          | 1110        | 40        |
| Frank Sprongl         | 5060          | 1079        | 36        |
| Tom McGeer            | 4990          | 1053        | 21        |
| John Buffum           | 4900          | 778         | 43        |
| Patrick Richard       | 4160          | 894         | 22        |
| Jean-Paul Perusse     | 3860          | 784         | 21        |
| Walter Boyce          | 2920          | 593         | 12        |
| Randy Black           | 2880          | 570         | 10        |
| Jean-Sébastien Besner | 2630          | 614         | 3         |
| Sylvain Vincent       | 2540          | 571         | 1         |
| Bo Skowronnek         | 2390          | 503         | 5         |
| Carl Merril           | 2350          | 382         | 8         |
| Bjorn Anderson        | 2120          | 420         | 6         |

### Quelques courses du championnat national
- Palmarès du Rocky Mountain Rally
- Palmarès du Rallye Perce-Neige
- Palmarès du Rallye de Charlevoix
- Palmarès du Rallye Baie des Chaleurs
- Palmares du Pacific Forest Rally
- Palmares du Rallye Defi St-Agathe

### Autres sources
- [PDF]Palmarès complet du championnat ontarien